# Jethro Tull (agronómus)
Jethro Tull (1674 – 1741. február 21.) a vetőgép és a lóvontatású kapa feltalálója, társaival a norfolki négyes vetésforgó kidolgozója, a tudományos szemléletű modern mezőgazdaság angol úttörője az ipari forradalmat megelőző időszakban.

## Élete
Tull Angliában, a berkshire-i Basildonban született dzsentri családba, Diana Buckridge és Jethro Tull gyermekeként. Születésének pontos időpontja ismeretlen, megkeresztelésének dátuma március 30.  Az oxfordi St. John's College tanulójaként 17 évesen érettségizett. A Gray's Inn hallgatójaként jogi, politikusi pályára készült, ám a család pénzügyi nehézségei miatt diplomát nem szerzett. 1699-ben házasságot kötött Susanna Smith-szel, majd apja farmján kezdett gazdálkodni.

## A vetőgép
A vetőgép elterjedése előtt a vetőmagot kézzel, szórvavetéssel juttatták a talajra. Tull észrevette, hogy a hagyományos, nagy vetési sűrűség pazarló, ezért utasította munkásait, hogy nagyon pontosan, alacsony magsűrűséggel vessenek. A munkások érdektelensége arra ösztönözte, hogy a problémára 1701-ben gépi megoldást dolgozzon ki a család howberry-i birtokán.
Vetőgépének első változatához a helyi templom orgonájának részeit használta fel. A gép lényeges eleme egy forgó henger, melybe mélyedéseket vésett. A magok a magtartályból a mélyedések segítségével jutottak egy csatornába, mely a szerkezet elején lévő késekhez vezette őket. A szerkezet végén lévő borona azonnal be is takarta a barázdát.
A gép kezdetben nem aratott sikert, munkásai ellenálltak, folyamatosan megrongálták az eszközt. Családja gazdasági nehézségekkel küzdött, birtokának egy részét eladva 1709-ben a hungerfold-i Prosperous Farmon folytatta a gazdálkodást. Tüdőelégtelensége miatt orvosi tanácsra európai útjra indult 1713-ban, Montpellier-be. A korai felvilágosodás eszméinek hatására a mezőgazdaság tudományos, empirikus megközelítésének egyik korai szószólójává vált. A mezőgazdasági termelés gyakorlatának átalakítását számos eszköz feltalálásával vagy továbbfejlesztésével segítette.
1715-ös hazaérkezését követően tökéletesítette gépét és művelési rendszerét. Vetőgépe összességében jelentős fejlődést jelentett, mivel meghatározott mélységű lyukat készített (három sorban), belejuttatta a magot, majd befedte. Ez jobb kelési arányt és növekvő (akár nyolcszoros) termést eredményezett.

## További újításai
- Tull a ló alkalmazását javasolta az ökörrel szemben.
- Gyomirtási céllal kifejlesztett egy lóvontatású kapát, valamint változtatásokat végzett az eke kialakításán, ami annak modern változatain máig látható. A vízszintesen elhelyezett előhántó segítségével a növényi maradványok a talaj felszínén maradtak és elszáradtak.
- Szántással kapcsolatos érdeklődésének oka a gyomszabályozás, és az az elgondolása, hogy a trágyázás – a talajban tárolt tápanyagok porhanyítással történő elérhetővé tétele következtében – szükségtelen. Tévedése abból adódott, hogy tisztában volt a lótrágya gyommagtartalmával, ezért remélte, hogy nélkülözheti azt a tápanyagpótlás során. 13 éven keresztül sikeresen termesztett búzát trágyázás nélkül ugyanazon a földön, ami leginkább eredményes gyomszabályozásának volt köszönhető.
- Több farmerrel együtt kidolgozta a norfolki négyes vetésforgót, mely ugaroltatás nélkül próbálta meg fenntartani a talaj termékenységét.

## Könyve és visszhangja
Tull rendszerét és gépeit ismertető könyve The Horse-Houghing Husbandry – an Essay on the Principles of Tillage and Nutrition címmel 1731-ben jelent meg (1733-ban átdolgozta). A mű nagy vitákat váltott ki, eredményei éveken át nem tudtak elterjedni a gyakorlatban, újításai összességében azonban hozzájárultak a modern mezőgazdaság megteremtéséhez. Bár a korban több más mechanikus vetőgépet is kidolgoztak, Tull teljes rendszere nagy hatással volt a mezőgazdasági forradalomra. Elsőként amerikai telepesek alkalmazták, könyve fordítása alapján francia gazdák fejlesztették tovább, hazájában pedig később nagytermelők vették át és népszerűsítették.

## Utolsó évei
Tull, akinek munkássága milliók élelmezéséhez járult hozzá, utolsó éveit szegénységben és nyomorban töltve a berkshire-i Shalbourne-ben hunyt el, sírja a St. Bartholomew templom temetőjében található. Érdekesség, hogy a sírkövön szereplő dátum (1740. március 9.) nem azonos halála általánosan hivatkozott időpontjával (1741. február 21.).